# Dofinejske Predalpe
Dofinejske Predalpe (Préalpes du Dauphiné v francoščini) je gorovje v jugozahodnem delu Alp. Nahajajo se v regiji Rona-Alpe in nekoliko v regiji Provansa-Alpe-Azurna obala  (jugovzhodna Francija). Dofinejske Predalpe so osrednji del Francoskih Predalp.

## Etimologija
Dauphiné (izgovarja: [dofine]) je bivša francoska pokrajina, katere območje približno ustreza temu kar so sedaj departmaji Isère, Drôme in Hautes-Alpes.

## Geografija
Administrativno francoski del gorovja spada v francoske departmaje Isère, Drôme, Hautes-Alpes in minimalno v Alpes-de-Haute-Provence. Celotno območje odmaka reka Rona.

### SOIUSA klasifikacija
Po SOIUSA (International Standardized Mountain Subdivision of the Alps) se gorsko območje tega dela Alp deli na naslednji način: 
- glavni del = Zahodne Alpe
- glavni sektor = Jugozahodne Alpe
- odsek = Dofinejske Predalpe
- koda = I / A-6

### Meje
Dofinejske Predalpe mejijo na:
- Isère (sever);
- Drak, Col Bayard - ki jih povezuje z Dofinejskimi Alpami - in Durance (vzhod)
- Buech, Col de Macuègne - ki jih povezuje s Provansalskimi Alpami in Predalpami - in reko Toulourenc (jug);
- dolina Rona in Isère (zahod)

### Pododseki
Delijo se v pet alpskih pododsekov:
- Dévoluy Mountains - SOIUSA koda: I / A-6.I;
- Massif Céüse-Aujour - SOIUSA koda: I / A-6.II;
- Massif du Vercors - SOIUSA koda: I / A-6.III;
- Massif du DIOIS - SOIUSA koda: I / A-6.IV;
- Massif des Baronnies - SOIUSA koda: I / A-6.V

## Pomembni vrhovi
Nekaj pomembnih vrhov:
| Ime                    | m     |  |
| ---------------------- | ----- |  |
| Grande Tête de l'Obiou | 2.790 |  |
| Grand Ferrand          | 2.759 |  |
| Pic de Bure            | 2.709 |  |
| Jocou                  | 2.501 |  |
| Grand Veymont          | 2.346 |  |

## Pomembni prelazi
Some notable passes of the range are:
| Ime                     | lokacija                                          | tip   | višina (m) |
| ----------------------- | ------------------------------------------------- | ----- | ---------- |
| Col de la Croix Haute]] | Clelles v Lus-la-Croix-Haute                      | cesta | 1.179      |
| Col Bayard]]            | Gap, Hautes-Alpes v Grenoble                      | cesta | 1.248      |
| Col du Noyer            | Le Noyer, Hautes-Alpes v Saint-Étienne-en-Dévoluy | cesta | 1.664      |

## Karte
- French official cartography (Institut Géographique National - IGN); on-line version: www.geoportail.fr